# Modern Jazz Quartet
A Modern Jazz Quartet (MJQ) a dzsessztörténet egyik legfontosabb és legnépszerűbb együttese volt. 1952-ben alakult meg: Milt Jackson (vibrafon), John Lewis (zongora), Percy Heath (bőgő), és Kenny Clarke (dobok) összeállításban.

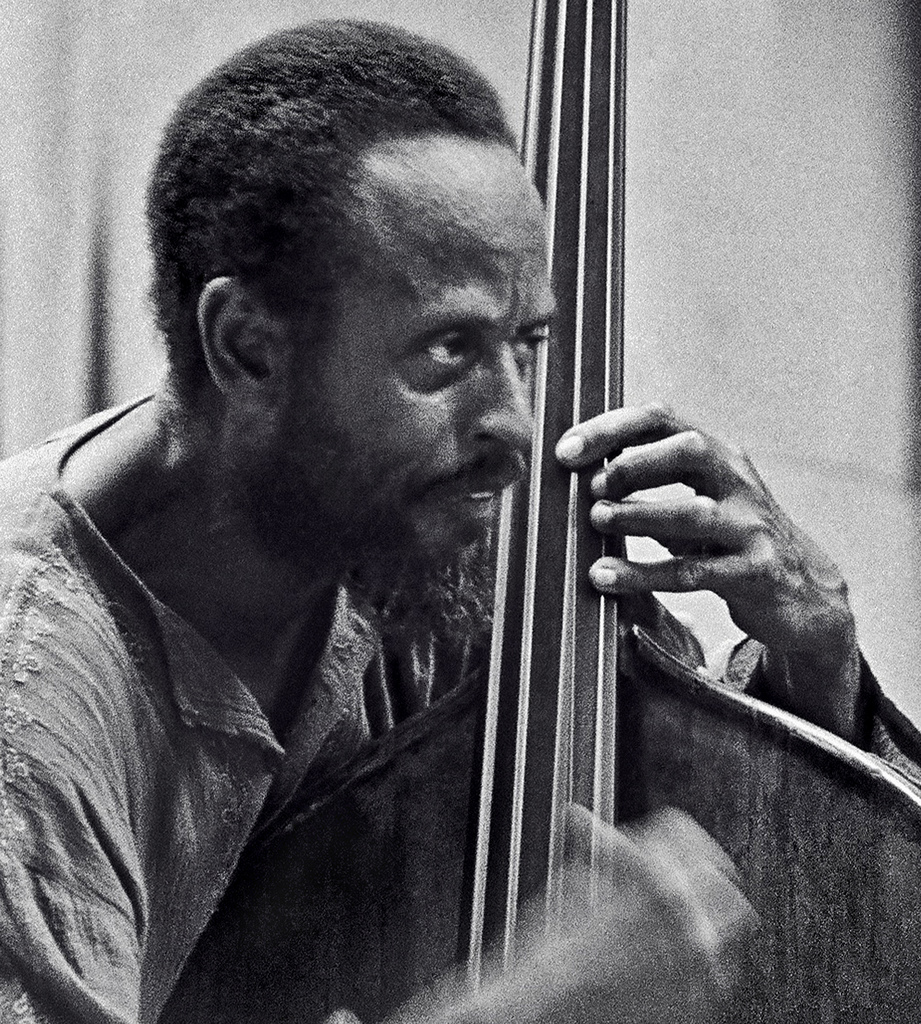
Percy Heath (1977-ben)

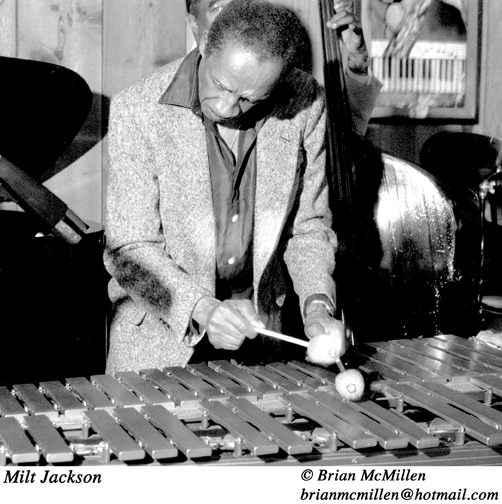
Milt Jackson (1980-as években)

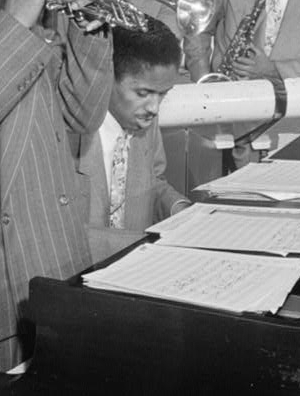
John Lewis (1946-1948)

A MJQ a bebop és  a cool jazz meghatározó jelentőségű együttese volt.
Az alapító tagok először Dizzy Gillespie big bandjében játszottak együtt 1946-ban.
1951-52 között Milt Jackson Quartet néven készítettek felvételeket. Az első Modern Jazz Quartet című album 1952-ben készült, ekkor már az alapító tag Ray Brown helyett Percy Heath szerepelt. 1955-től Connie Kay dobolt, és ez lett a MJQ sztenderd összetétele.
A tagok különböző elfoglaltsága miatt az együttes sokszor szétment és újra összeállt. Az 1980-as évek elején évente több hónapot dolgoztak együtt, és felléptek még a kilencvenes években is.
Kifinomult hangzás, rendkívül csiszolt, könnyed játék és sokirányú kísérletezés jellemzi a kvartett művészetét, amely lényegében az autentikus, bluesos jazz alapelemeit ötvözi a klasszikus zenével, elsősorban a kontrapunktikus barokk muzsikával.

## Diszkográfia
- 1952: The Quartet (Savoy Records - Nippon Columbia)
- 1952: M.J.Q. (Prestige Records)
- 1953: An Exceptional Encounter
- 1953: Django
- 1955: Concorde
- 1956: Fontessa
- 1957: No Sun in Venice
- 1957: Modern Jazz Quartet: 1957
- 1957: Third Stream Music
- 1958: The Modern Jazz Quartet Live
- 1959: Odds Against Tomorrow
- 1959: Longing For The Continent
- 1959: Pyramid
- 1960: European Concert
- 1960: Modern Jazz Quartet in Concert (Ljubljana, Yugoslavia, May 27, 1960)
- 1960: Modern Jazz Quartet live and at its best
- 1961: Compact Jazz
- 1961: The Modern Jazz Quartet & Orchestra
- 1962: Lonely Woman
- 1962: The Comedy
- 1963: In a Crowd (Live)
- 1964: Collaboration with Almeida
- 1964: The Sheriff, Atlantic Records
- 1966: Place Vendôme (Swingle Singers with MJQ album)
- 1966: Blues At Carnegie Hall
- 1966: Plays George Gershwin's Porgy and Bess
- 1969: Under The Jasmin Tree (Apple Records)
- 1969: Space (Apple Records)
- 1971: Plastic Dreams
- 1971: Paul Desmond with the Modern Jazz Quartet (Live in New York)
- 1972: The Legendary Profile (Atlantic Records)
- 1973: The Art of The Modern Jazz Quartet/The Atlantic Years, 2-LP Anthology (Atlantic Records)
- 1974: Blues on Bach
- 1974: The Complete Last Concert
- 1981: Reunion at Budokan
- 1982: Together Again! Modern Jazz Quartet Live At The Montreux Jazz Festival 1982 (Pablo Records)
- 1984: Echoes
- 1987: Three Windows - The Modern Jazz Quartet with The New York Chamber Symphony (Atlantic Jazz)
- 1988: For Ellington (EastWest)
- 1988: The Modern Jazz Quartet at Music Inn - Volume 2 - Guest Artist: Sonny Rollins (Atlantic Jazz)
- 1988: The Best of The Modern Jazz Quartet
- 1994: MJQ & Friends – A 40th Anniversary Celebration (Atlantic Jazz)
- 1995: Dedicated to Connie, released 1995, recorded live in Slovenia in 1960
- 2001: A Night at the Opera (Jazz Door)
- 2006: La Ronde: A Proper Introduction to the Modern Jazz Quartet

## Filmek
- 2005: The Modern Jazz Quartet: 35th Anniversary Tour
- 2007: 40 Years of MJQ
- 2008: Django